# Junkers Ju 86
El Junkers Ju 86, desarrollado como transporte civil de pasajeros de 10 plazas y bombardero medio cuatriplaza, fue diseñado teniendo como base el motor diésel Junkers Jumo 205. El uso de estos motores resultó decepcionante, por lo que había sido eliminado del servicio de primera línea al comienzo de la Segunda Guerra Mundial. Aun así, sigue siendo interesante, dado que fue uno de los pocos aviones militares que usaron motores diésel y debido a su uso posterior en cometidos de reconocimiento a gran altitud.

## Diseño y desarrollo
Los trabajos de diseño de este avión comenzaron en 1934 en respuesta a un requerimiento de la aerolínea Deutsche Luft Hansa que solicitaba un transporte de diez plazas. Sin embargo, en aquellos momentos, con la renacida Luftwaffe ampliándose, todos los aviones de transporte eran susceptibles de ser transformados para realizar cometidos militares; la mayoría de los proyectos concebidos en Alemania en aquellos tiempos eran proyectos de bombarderos encubiertos bajo la excusa de ser transportes civiles y, de hecho, no cumplían los requisitos de capacidad y prestaciones para ello. Se presentaron a este proyecto las firmas Junkers y Heinkel (con su He 111) y se aprobó la construcción de cinco prototipos de cada empresa. El mismo año se autorizó a Junkers a construir los aviones prototipo, tres militares y dos civiles.
El primero de los cinco aviones construidos por Junkers, denominado Ju 86 V1, matrícula civil D-AHEH, era el prototipo de la versión "bombardero" y realizó su primer vuelo con el flugkapitän Karl-Heinz Kindermann el 4 de noviembre de 1934; debido a un retraso en la entrega de los motores Jumo, estaba propulsado por dos motores Siemens-Halske Sh 22, de 442 kW (592 hp); este era un motor radial sobrealimentado refrigerado por aire de una sola fila de nueve cilindros. Le siguió el prototipo de la versión "civil" Ju 86 V2, que voló el 22 de marzo de 1935 con el mismo tipo de motores, siendo sustituidos más tarde por los Junkers Jumo 205 diésel de 441 kW (600 hp). Sus prestaciones no resultaron muy satisfactorias pero, a pesar de ello, se encargó su producción en serie en 1935, tanto en la versión de bombardeo como en la de transporte de pasajeros.
En febrero de 1936, para su evaluación, la Luftwaffe recibió trece Ju 86A-0, seguidos inmediatamente por el Ju 86A-1, que se convirtió en la base de la Kampfgeschwader 152 "Hindenburg". El primer transporte de preserie Ju 86B-0 fue entregado a Swissair en abril del mismo año.
La insatisfacción de la Luftwaffe con respecto a las capacidades del Ju 86D, a tenor de la experiencia obtenida de su uso operacional en España, a donde fueron enviados cinco ejemplares, llevó a la construcción del más fiable Ju 86E-1 con motores radiales BMW 132F, y del Ju 86E-2, con BMW 132N; las mejoras introducidas durante la fabricación motivaron la redesignación de los 40 últimos Ju 86E como Ju 86G-1, con morros redondeados y acristalados; la producción finalizó en 1938. Sin embargo, en 1939, dos células Ju 86D fueron convertidas en prototipos de una versión con motores Jumo 207A para reconocimiento a gran altitud y dotada de cabina biplaza presurizada.
El éxito de las evaluaciones condujo a la construcción de dos versiones de serie iniciales, la Ju 86P-1 de bombardeo y la Ju 86P-2 de reconocimiento.
Esta última tenía un techo de unos 12 800 m, y, en un esfuerzo para conseguir una altitud mayor, se adoptó un ala de gran envergadura, de 32,00 m, que dio lugar a los Ju 86R-1 de reconocimiento y los Ju 86R-2 de bombardeo. Tan sólo unos pocos llegaron a entrar en servicio, pero uno de ellos consiguió alcanzar un techo de 14 400 m. 
El desarrollo del Ju 86R-3, con motores Jumo 208 con sobrecompresor, y del bombardero cuatrimotor de alta cota Junkers Ju 186 fue finalmente abandonado. Un bombardero de gran altitud, propulsado por seis motores y designado Ju 286, no pasó de la etapa inicial de diseño.

### Otros operadores

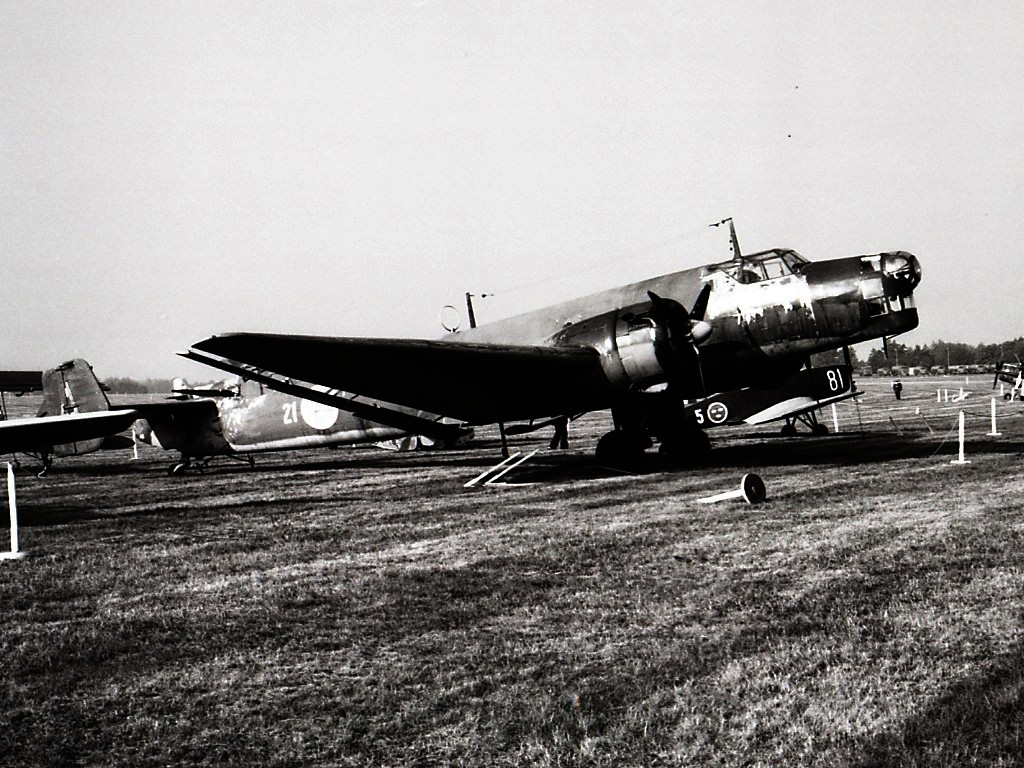
Ju 86K-4 (B 3) sueco

Los pedidos del modelo militar procedentes del extranjero motivaron la construcción del Ju 86K-1 para Sudáfrica y Suecia, donde Saab construyó posteriormente este modelo bajo licencia bajo diferentes designaciones; del Ju 86K-2 para Hungría, con un total de 66 ejemplares; y del Ju 86K-6 para Chile (12 ejemplares) y Portugal; también usaron este aparato las fuerzas aéreas de Austria, Bolivia (4 unidades) y Sudáfrica (Ju 86Z-1).
Además de los ejemplares de Ju 86-B1 vendidos a Lufthansa, se vendieron a Swissair dos transportes civiles; un Ju 86B-0 de preserie y un Junkers Ju 86 B-1/Z-11. También se vendió un Ju 86Z-7 a AB Aerotransport de Suecia. Además, utilizaron modelos civiles compañías aéreas de otros países, Bolivia (cuatro aparatos para LAB), Manchuria y Sudáfrica. 
Un Ju 86Z-2 construido en 1937 por Junkers en Dessau, fue promocionado por la compañía como "Ju 86B-Australien" (W.Nr.086 0952, registro civil D-AGEY). Fue llevado a Australia en marzo de 1937 por el piloto Hans Kommoll. Al llegar a Australia, se registró como VH-UYA y se bautizó como "Lawrence Hargrave". El avión fue trasladado a Australia como parte de un acuerdo de trueque con el corredor de lana de Sídney, H. Beinssen. El acuerdo fue por 23000 £ en lana enviada a Alemania, mientras que Beinssen consiguió la venta del avión en Australia. Aunque el avión era rápido, sus motores diésel Jumo 205 no eran fiables. Como no se consiguieron órdenes, se desmanteló en Melbourne y se envió de regreso a Alemania el 25 de agosto de 1937 (como D-AREY). Se convirtió en el avión personal del ingeniero y director general de Junkers Heinrich Koppenberg (D-ARJF "Herbert Norkus", luego DD+VL).

## Historia operacional

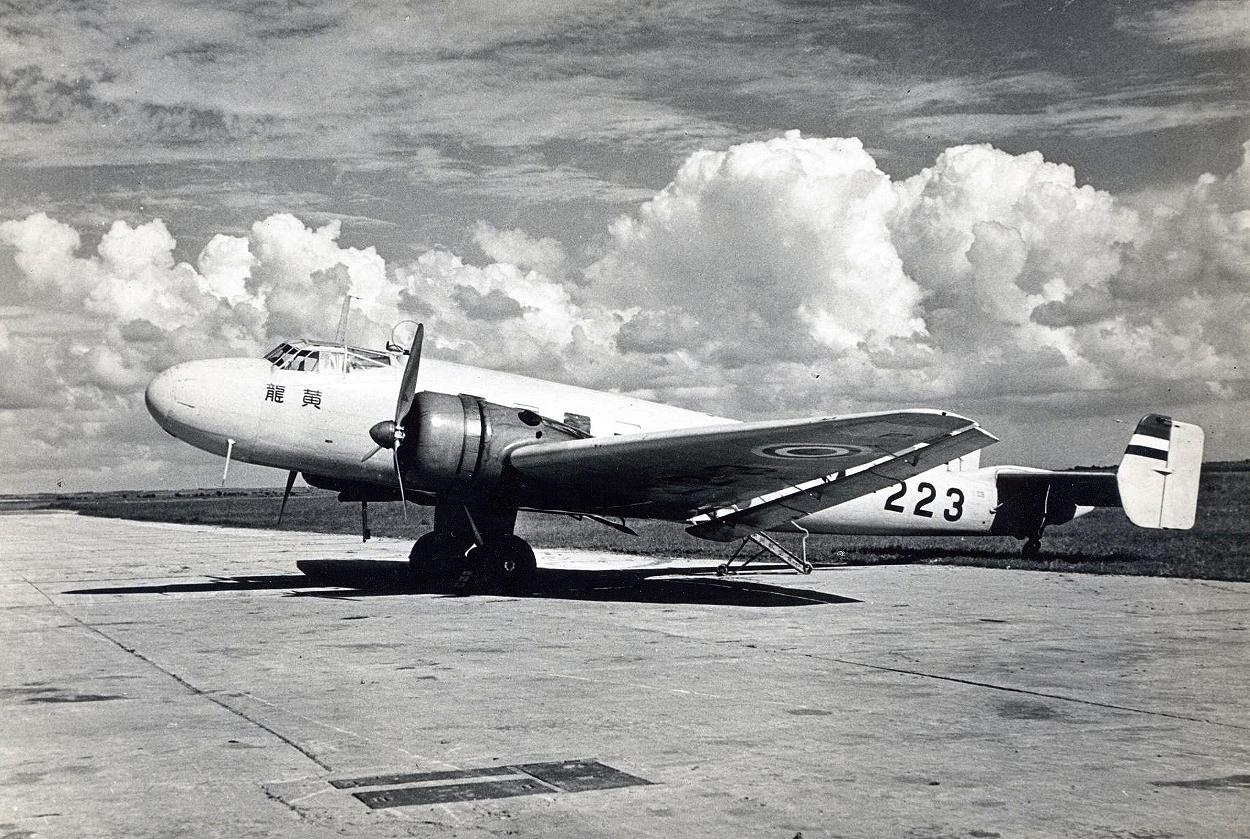
El Ju 86 M-223 de la aerolínea nacional de Manchukuo.

El bombardero fue evaluado en situación real de combate en la guerra civil española; cinco Ju 86D-1 de bombardeo con motores mejorados Jumo 205C llegaron a España a comienzos de 1937, pero tras algunas salidas, uno de ellos (codificado como 26-1) fue derribado el 23 de febrero por cazas republicanos, con el resultado de tres tripulantes muertos y uno capturado. Como reemplazo, se envió un nuevo aparato desde Alemania, pero en el verano de 1937, un nuevo D-1 se perdió en un accidente. Los tres aparatos restantes fueron vendidos a las fuerzas aéreas del ejército sublevado; se comprobó que la planta motriz no respondía con la suficiente rapidez a los cambios en la potencia, por lo que no resistía bien las condiciones de combate real, y también que su mantenimiento era complicado, por lo que el aparato resultaba notablemente inferior al Heinkel He 111.
Fue utilizado de nuevo, aunque únicamente por dos grupos, en 1939, al comienzo de la invasión de Polonia, pero fue retirado poco después. Se retiraron los modelos Ju 86A y Ju 86D con motores diésel, y se enviaron Ju 86E y Ju 86G a algunas escuelas de vuelo para el entrenamiento de pilotos de bombarderos. Las máquinas funcionaron de manera fiable, pero la mayoría de ellas fueron destruidas por pilotos jóvenes e inexpertos, y el número de estos aviones disminuyó significativamente.
En ese mismo año, dos células de Ju 86D fueron convertidas en prototipos de la versión para reconocimiento a gran altitud Ju 86P con una envergadura levemente mayor, cabina presurizada y dotada de motores diésel Jumo 207A1 (un Jumo 205 con sobrealimentador centrífugo de dos etapas) y una tripulación de dos hombres.
El éxito de dichas evaluaciones llevó a la construcción de dos versiones de serie iniciales, la Ju 86P-1. La última tenía un techo de unos 12800 m lo que lo mantenía a salvo de los cazas aliados. El Westland Welkin y el Yakovlev Yak-9PD fueron desarrollados específicamente para contrarrestar esta amenaza.
En un esfuerzo para conseguir una altitud aún mayor se adoptó un ala de gran envergadura, de 32 m, que dio lugar a los Ju 86R-1 de reconocimiento y los Ju 86R-2 de bombardeo. Tan solo unos pocos llegaron a entrar en servicio; estos aparatos operaron con éxito durante algunos años sobre Gran Bretaña, la Unión Soviética y el norte de África. En agosto de 1942, un Spitfire V modificado derribó un Ju 86R sobre Egipto a unos 49 000 pies (14 400 m); cuando se perdieron más Ju 86P, se decidió su retirada del servicio activo en 1943.

## Variantes

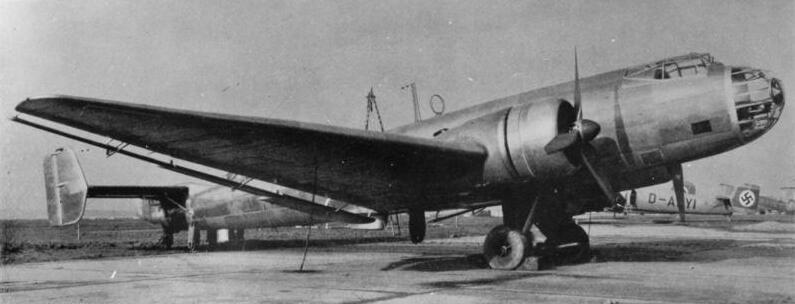
Ju 86G con motores radiales y morro acristalado redondeado.

Durante 1935, el Reichsluftfahrtministerium - RLM - puso en marcha su propio sistema de identificación numérico de los prototipos y aviones de pruebas (Versuchs), y en virtud de este nuevo sistema de designación, los prototipos pasaron a ser designados respectivamente como V1, V2 y V3, mientras que el segundo prototipo de transporte comercial fue el V4. Aunque la designación V no fuera utilizada en los primeros meses en los vuelos de pruebas, fue usada rápidamente con el objeto de facilitar la identificación de los aparatos.
Ju 86abl (V1)
Primer prototipo; bombardeo propulsado originalmente por motores radiales Siemens-Halske Sh 22.
Ju 86bal (V2)
Segundo prototipo; le fueron sustituidos los Siemens SAM 22B por los Jumo 205 diésel de 600 hp y estaba destinado a la DLH (Deutsche Luft Hansa).
Ju 86cb (V3)
Tercer prototipo, bombardero; similar al Ju 86abl, tenía el morro acristalado con una MG 15 desplazable en la posición del artillero; propulsado por motores BMW 132.
Ju 86 V4
Prototipo del avión de línea Ju 86B; motores BMW 132D.
Ju 86 V5
Prototipo de la serie de bombardero Ju 86A-1, estaba propulsados por motores diésel Junkers Jumo 205 ; siete construidos (del V5 al V11).
Ju 86A-1
Versión inicial de bombardero.
Ju 86B-0
Siete transportes de preserie.
Ju 86C-1
Seis transportes para Luft Hansa, con motores diésel Jumo 205C.
Ju 86D-1
Segunda versión de bombardeo; se diferenciaba del Ju 86A principalmente por tener una extensión de 42 cm en la parte trasera del fuselaje para mejorar su estabilidad; con motores mejorados Jumo 205C de 600 hp; cinco de ellos fueron enviados a España en 1937, sirviendo en la Experimentele Kampfgruppe VB/88 (Escuadrilla Experimental de Bombardeo) de la Legión Cóndor.
Ju 86E-1
Versión de bombardeo para la Luftwaffe, con motores radiales BMW 132F (versión con licencia del Pratt & Whitney R-1690 Hornet de 819 hp; treinta construidos.
Ju 86E-2
Versión de bombardeo propulsada por motores radiales BMW 132N de 865 PS (853 hp, 636 kW).
Ju 86G-1
Versión similar al E-2, pero con morro completamente acristalado y la cabina rediseñada; este cambio implicó la retirada de la torreta de morro, por lo que solo se instaló una sola ametralladora en el centro. Cuarenta unidades construidas.
Ju 86A-1/K1 (B 3)
Versión de exportación a Sudáfrica (1) y Suecia (3), propulsada por motores Pratt & Whitney Hornet R-1690-S1EG de 750 hp. 
Ju 86K-2
Versión de exportación para Hungría, propulsada por motores radiales Gnome-Rhône 14K Mistral Major; 66 ejemplares construidos.
Ju 86K-4 (B 3A)
Versión de exportación para Suecia, similar al Ju 86K-1, pero equipado con motores radiales Bristol Mercury III construidos en Suecia. 35 aviones.
Ju 86K-5 (B 3B))
Dos aviones construidos por Junkers, propulsados por motores radiales Bristol NOHAB Mercury XII.
Ju 86K-6
Versión de exportación, doce aviones ordenados en septiembre de 1937 por Chile, armados con ametralladoras Madsen modelo 1937 cal. 7 mm; propulsados por el BMW 132.
Ju 86K-7
Versión de exportación para Austria, con motores radiales BMW 132 y la Fuerza Aérea Portuguesa (10 ejemplares entregados en 1938); equipados con motores radiales BMW 132d.
Ju 86K-13
Quince aviones construidos por SAAB equipados con motores Bristol NOHAB Mercury XXIV fabricados bajo licencia de 830 hp.
Ju 86P-1
Bombardero de gran altitud.
Ju 86P-2
Versión de reconocimiento a gran altitud.
Ju 86R-1
Versión de reconocimiento a gran altitud.
Ju 86R-2
Versión de bombardeo a gran altitud.
Ju 86R-3
Con dos motores Jumo 208 con sobrecompresor.
Ju 186
Propuesta de bombardero tetramotor de alta cota; no construido.
Ju 286
Propuesta de un bombardero de gran altitud con seis motores; no pasó de la etapa inicial de diseño.

## Operadores

### Militares

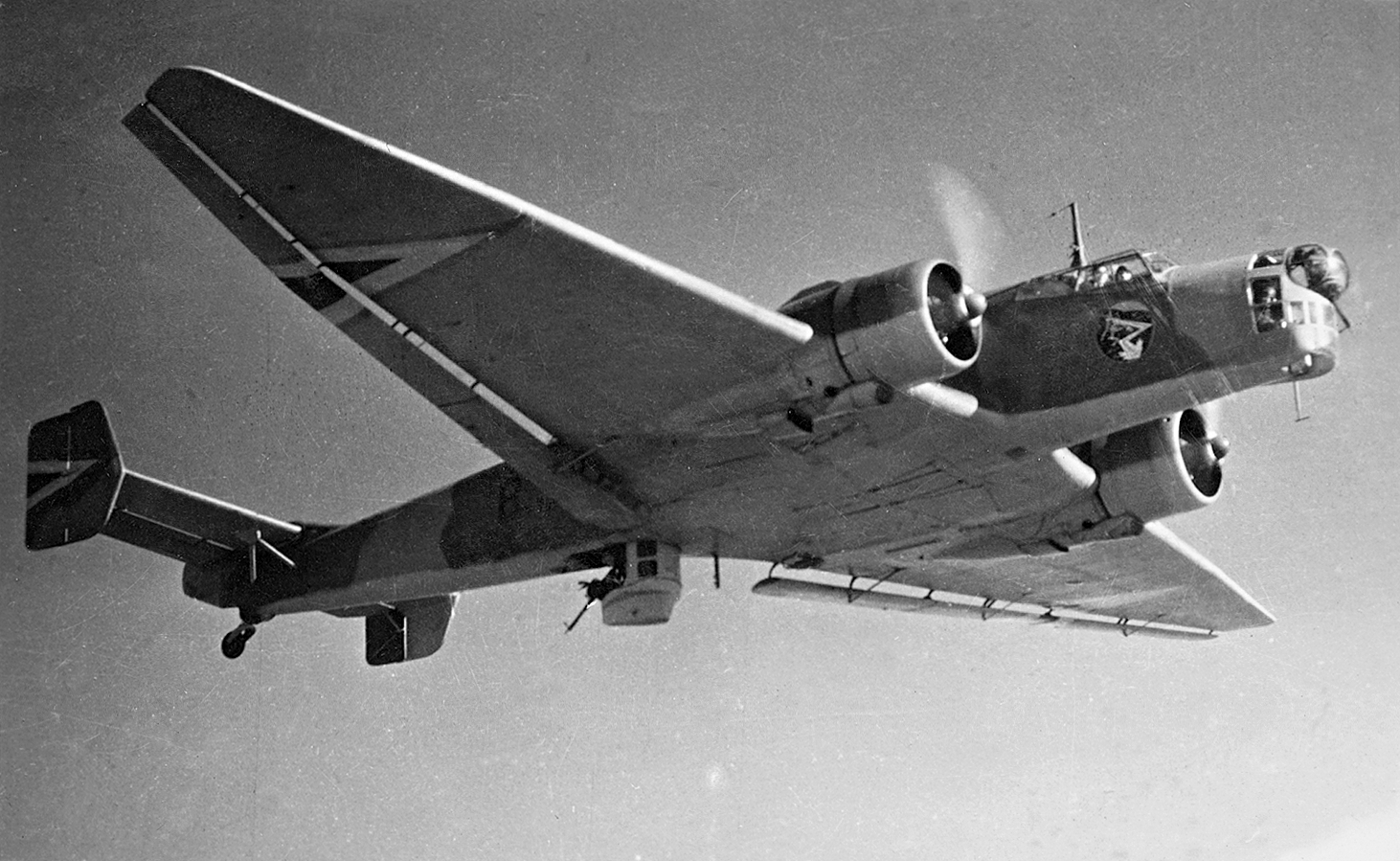
Junkers Ju 86K-2 húngaro

III Reich
- Luftwaffe

 Austria
- Fuerza Aérea Austriaca

 Bolivia
- Fuerza Aérea Boliviana

 Chile
- Fuerza Aérea de Chile

 España
- Aviación Nacional

 Hungría
- Fuerza Aérea Húngara

 Portugal
- Força Aérea Portuguesa

 Sudáfrica
- Fuerza Aérea Sudafricana

 Suecia
- Fuerza Aérea Sueca

### Civiles
III Reich
- Deutsche Luft Hansa AG

 Australia

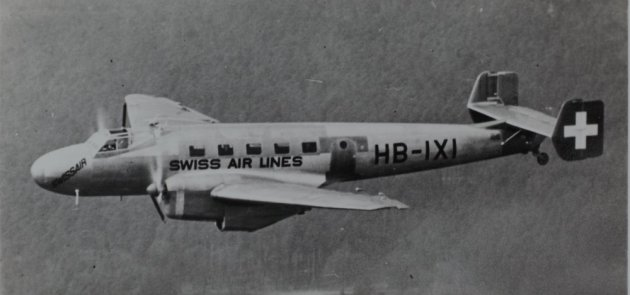
Ju 86B-0 HB-IXI de Swissair.

- Southern Airlines and Freighters of Australia

 Bolivia
- Lloyd Aéreo Boliviano: tres Ju 86Z-7 adquiridos en 1937, transferidos entre 1938 y 1942 a la Fuerza Aérea de Bolivia.

 Chile
- LAN Chile: tres Ju 86Z-1 (motores Junkers Jumo 205).

 Manchukuo
- Mǎnzhōu Hángkōng Zhūshì Huìshè: 12 Ju 86Z-2.

 Sudáfrica
- South African Airways

 Suecia
- AB Aerotransport: un Ju 86Z-7 adquirido en 1938 y transferido a la Fuerza Aérea Sueca en 1940 como Tp 9.

 Suiza
- Swissair

## Supervivientes
Solo se conoce la existencia de un Junkers Ju 86K-4 que haya llegado hasta nuestros días. Uno de los aparatos construidos para las fuerzas aéreas suecas como B 3A está expuesto permanentemente en el Flygvapenmuseum en Linköping.

## Galería

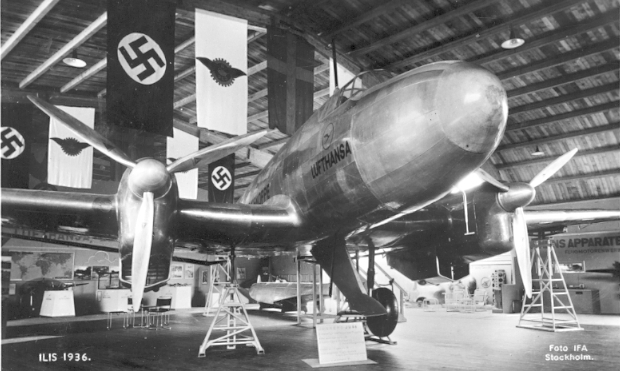
Feria mundial ILIS 1936 en Estocolmo. Ju 86 en el stand alemán en el aeropuerto de Bromma.
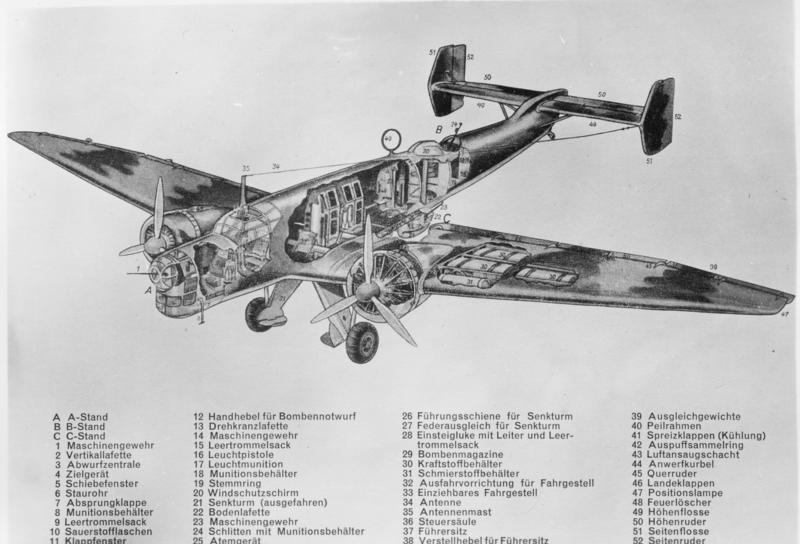
Diagrama del Ju 86.
Perfiles del Ju 86K.
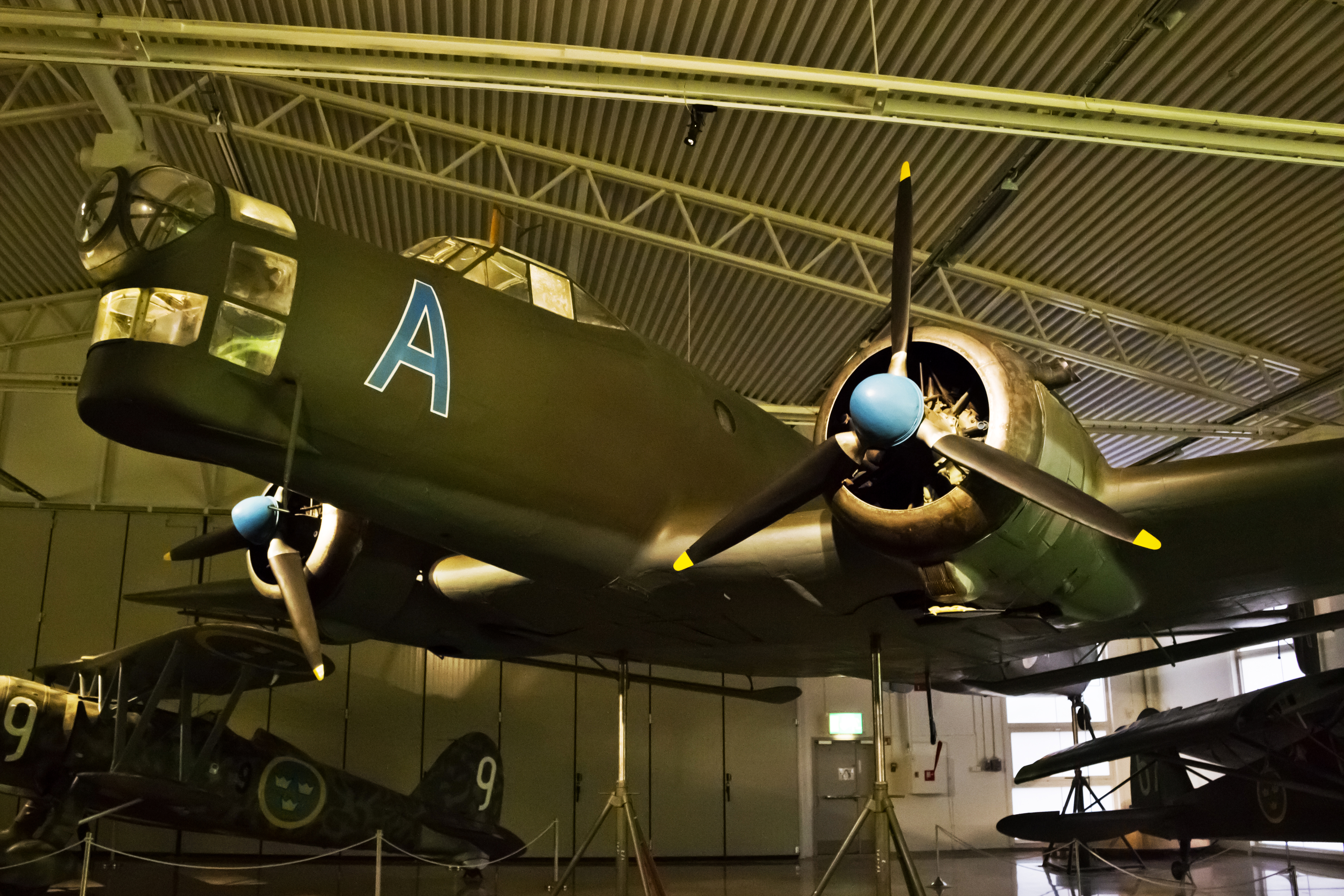
Ju 86K-4 expuesto en el Flygvapenmuseum.
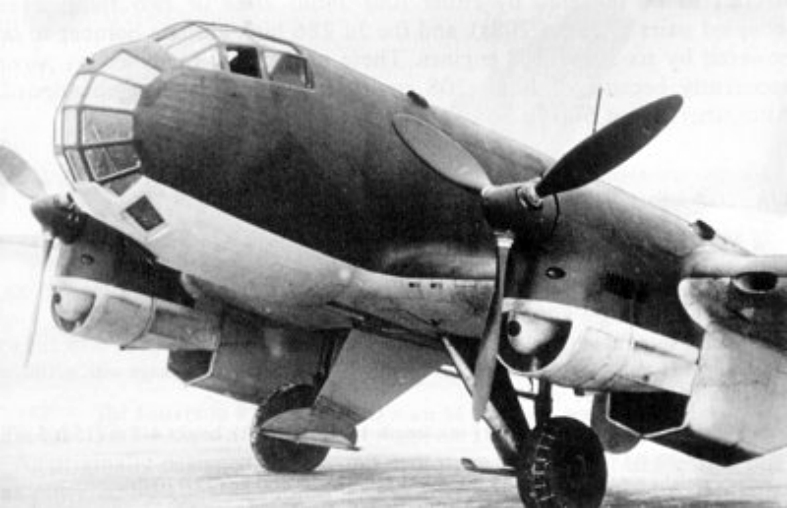
Ju 86P de reconocimiento a gran altitud con motores diésel Jumo 207A1.
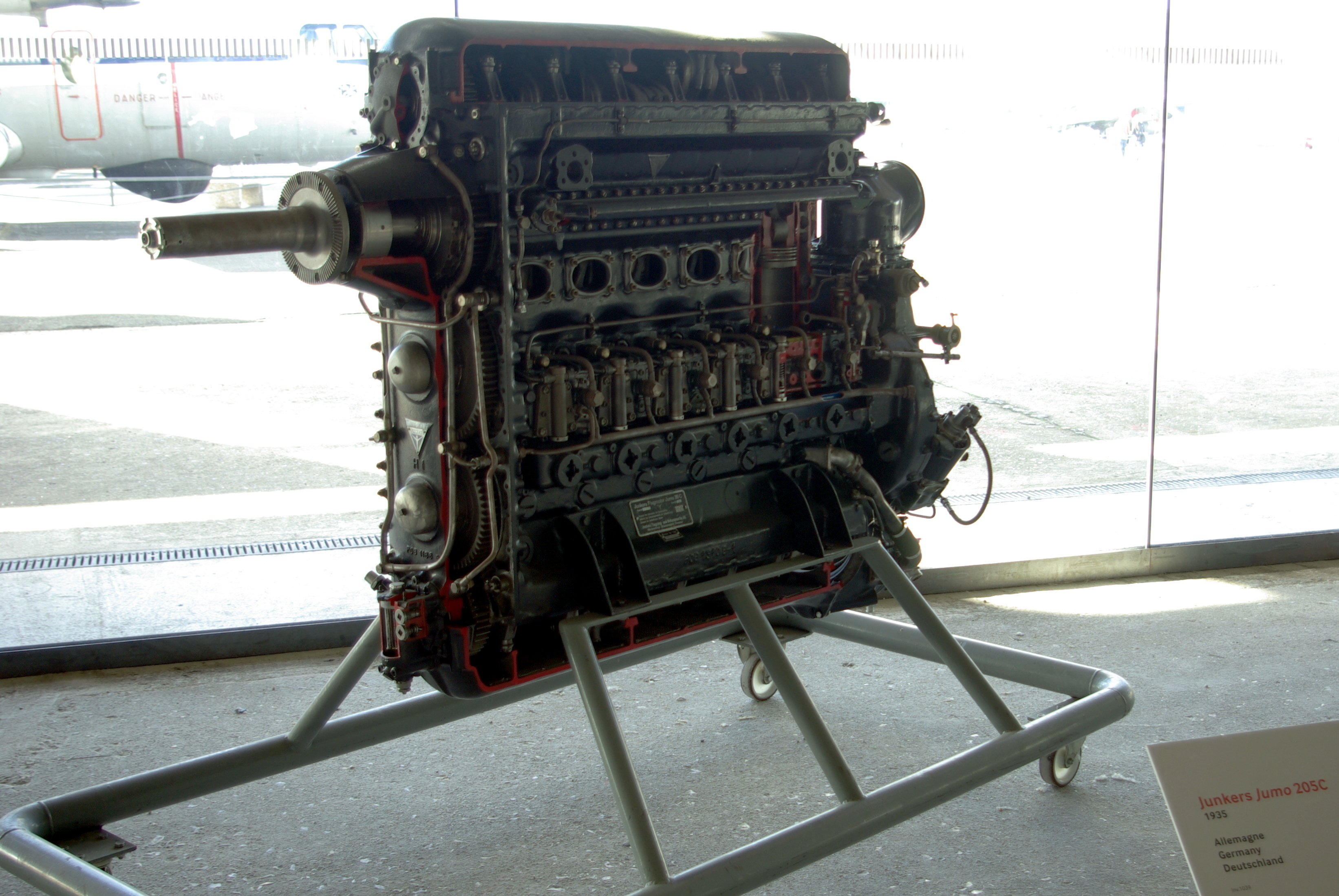
Motor Junkers Jumo 205C expuesto en el Musée de l'Air et de l'Espace.
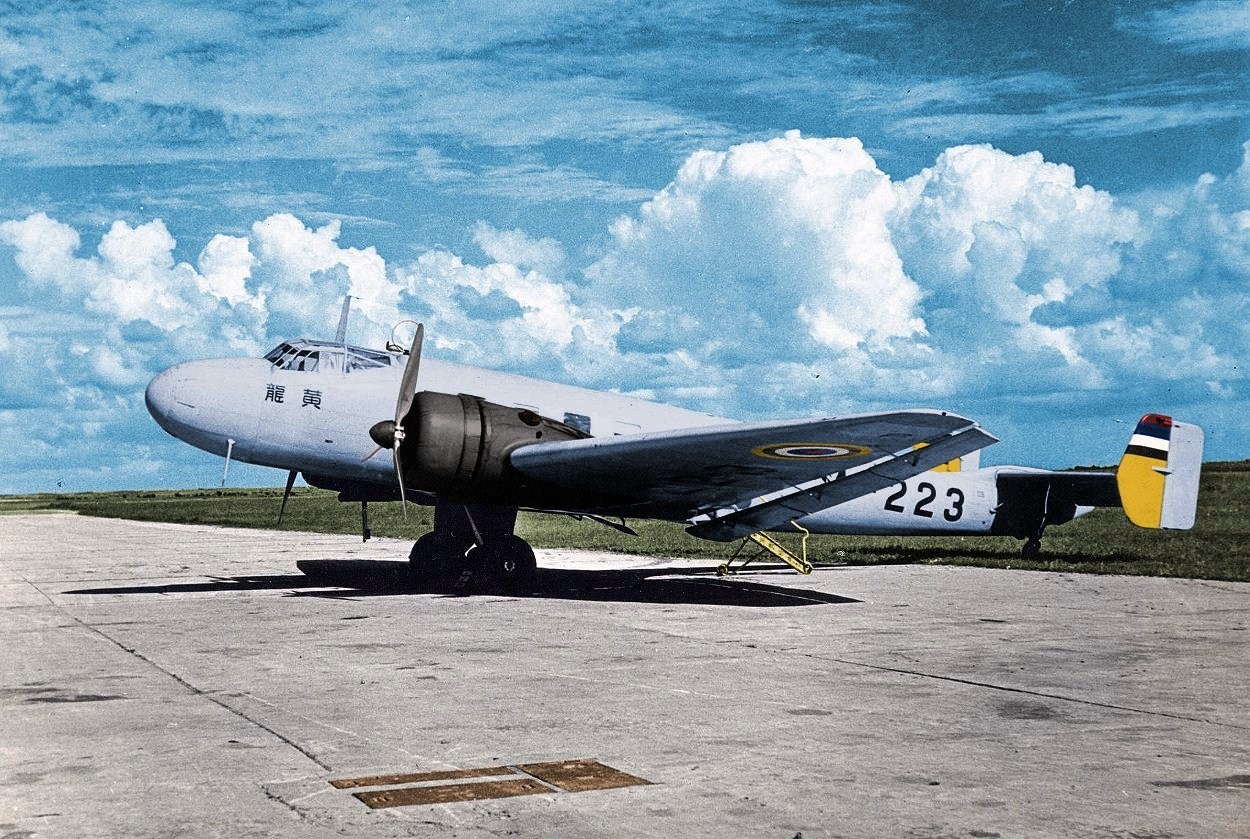
Ju 86Z-2 de la Mǎnzhōu Hángkōng Zhūshì Huìshè.

## Especificaciones (Ju 86R)
Referencia datos: Jane's Fighting Aircraft of World War II y Warbirds Resource Group

### Características generales
- Tripulación: Dos (piloto y operador de radio)
- Longitud: 16,5 m (54 ft)
- Envergadura: 32 m (105 ft)
- Altura: 4,7 m (15,4 ft)
- Superficie alar: 82 m² (882,7 ft²)
- Peso vacío: 6700 kg (14 766,8 lb)
- Peso máximo al despegue: 11 530 kg (25 412,1 lb)
- Planta motriz: 2× motor diésel de dos tiempos con seis cilindros Junkers Jumo 207B-3/V.
  - Potencia: 746 kW (1029 HP; 1014 CV) cada uno.

### Rendimiento
- Velocidad máxima operativa (Vno): 420 km/h (261 MPH; 227 kt) a 9150 m
- Alcance: 1580 km (853 nmi; 982 mi)
- Techo de vuelo: 13 000 m (42 651 ft)
- Régimen de ascenso: 4,7 m/s (919 ft/min)

### Armamento
- Armas de proyectiles: 3 ametralladoras MG 15
- Bombas: 800 kg

## Aeronaves relacionadas

### Desarrollos relacionados
- Junkers Ju 136

### Aeronaves similares
- Heinkel He 111
- Dornier Do 17

### Secuencias de designación
- Secuencia Ju _ (designaciones del RLM para Junkers): ← Ju 52 - Ju 60 - Ju 85 - Ju 86 - Ju 87 - Ju 88 Ju 89 →
- Secuencia Numérica (designaciones del RLM 1933-1945): ← 8-82 - Al 84 - Ju 85 - Ju 86 - Ju 87 - Ju 88 - Ju 89 -- Ta 183 - Fl 184 - Fl 185 - Fw 186/Ju 186 - Fw 187/Ju 187 - Ju 188 - Fw 189 -- Fa 283 - Fa 284 - Fl 285 - Ju 286 - Ju 287 - Do 288/Ju 288 - Ju 290 →
- Secuencia L__ (Transportes de la Armada Imperial japonesa): ← LXG - LXHe - LXJ (Ju 60) - LXJ (Ju 86) - LXK - LXM - G6M1-L →
- Secuencia B _ (Bombarderos de la Fuerza Aérea Sueca, pre-1940): B 1 - B 2 - B 3 - B 4 - B 5 - B 6 →
- Secuencia Trp/Tp _ (Aviones de transporte de la Fuerza Aérea Sueca, pre-1940): ← Tp 6 - Tp 7 - Tp 8/8A - Tp 9 - Tp 10 - Tp 16 - Tp 24 →
- Secuencia Numérica (Aeronaves del Ejército del Aire español, 1939-1945): ← 23 - 24 - 25 - 26 - 27 - 28 - 29 →
- Secuencia B._ (Aeronaves de Bombardeo del Ejército del Aire español, 1945-1954): ← BV.1 - B.2 - B.3 - B.4 - B.5 - B.6 - B.7